# Ремакль, Мартин
Марти́н Кристо́ф Янни́к Рема́кль (фр. Martin Christophe Jannick Remacle; родился 16 мая 1997 года в Вервье, Бельгия) — бельгийский футболист, полузащитник клуба «Корона».

## Биография
Ремакль — воспитанник льежского клуба «Стандард». 10 апреля 2016 года в матче против «Кортрейка» он дебютировал в Жюпиле лиге, заменив во втором тайме Адриена Требеля. В своём дебютном сезоне Мартин стал обладателем Кубка Бельгии.
В начале 2017 года Ремакль перешёл в итальянский «Торино».

## Достижения
«Стандард» (Льеж)
- Обладатель Кубка Бельгии: 2015/16